# Alexandru Marghiloman
Alexandru Marghiloman (* 4. Juli 1854 in Buzău, Fürstentum Walachei; † 10. Mai 1925, ebenda) war ein rumänischer Politiker und Ministerpräsident.

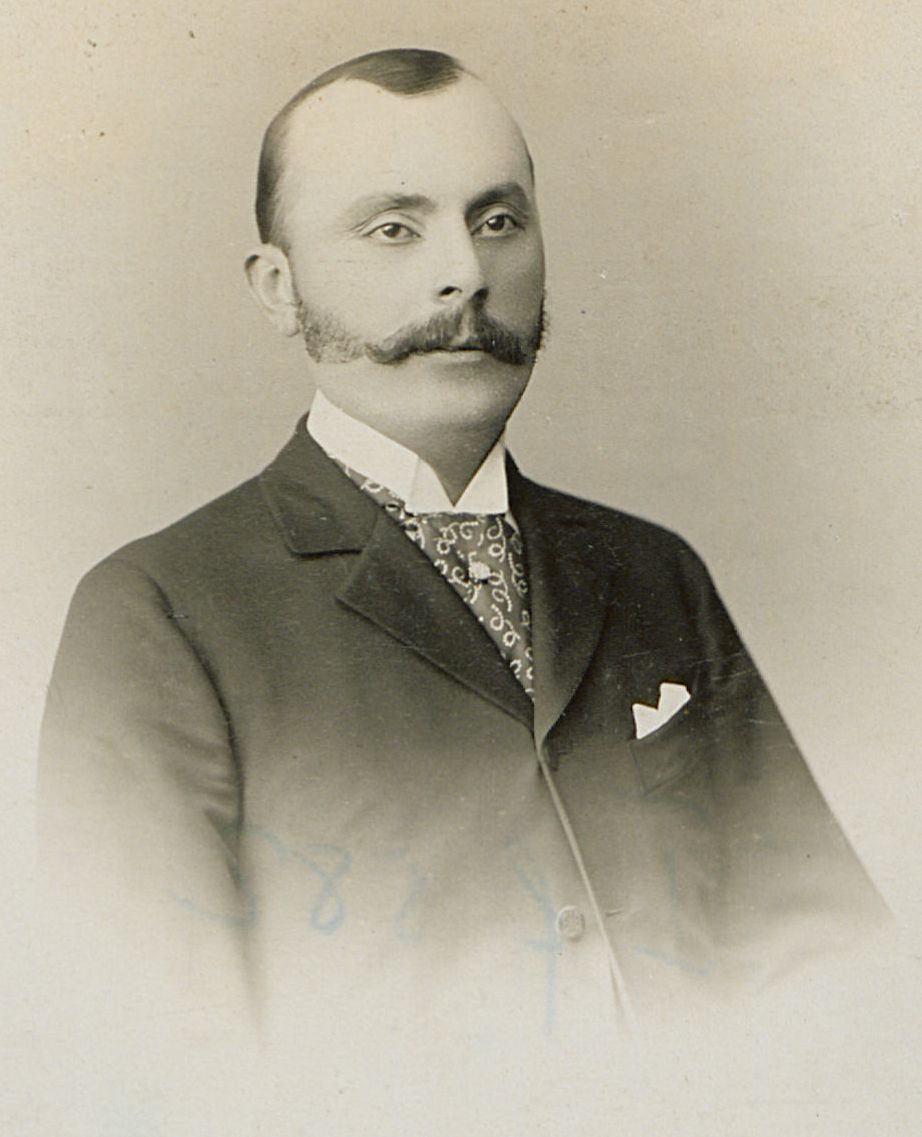
Alexandru Marghiloman

## Leben
Marghiloman besuchte die Eliteschule Colegiul Național Sfântul Sava in Bukarest und studierte in Paris Rechtswissenschaften. 1884 wurde er für die Konservative Partei Abgeordneter im Parlament in Bukarest sowie 1888 Minister.
Marghiloman und seine Partei waren Befürworter des Bündnisses mit dem Deutschen Reich und Österreich-Ungarn und unterstützten damit den Hohenzollern-König Karl I. in seiner Politik. Im Ersten Weltkrieg war Marghiloman Verfechter einer Neutralitätspolitik, den rumänischen Kriegseintritt, den die Regierung von Ion Brătianu herbeiführte, um die irredentistischen Kriegsziele Rumäniens zu verwirklichen, konnte er nicht verhindern.
Nach der Besetzung eines Großteils Rumäniens durch die Truppen der Mittelmächte blieb Marghiloman in Bukarest und vermittelte zwischen der Bevölkerung und den Besatzungsmächten, während sich König und Regierung nach Iași zurückzogen.
Anfang März 1918 verlangten die Mittelmächte von der rumänischen Regierung, als Bedingungen für eine Verlängerung des Waffenstillstandes, unter anderem die Abtretung der Dobrudscha, die Annahme der von Ungarn geforderten Grenzveränderungen im Karpatengebiet und das Einverständnis zu entsprechenden ökonomischen Maßnahmen.
Vor allem wegen der ständig steigenden deutschen Forderungen auf wirtschaftlichem und verwaltungstechnischem Gebiet trat die Regierung von Alexandru Averescu am 19. März zurück.
Von 5. Märzjul. / 18. März 1918greg. bis 24. Oktoberjul. / 6. November 1918greg. amtierte Marghiloman als rumänischer Ministerpräsident. König Ferdinand I. hatte ihn ernannt, da er, als profiliertester den Mittelmächten wohlgesinnter Politiker, die besten Aussichten in Verhandlungen mit den (vorübergehenden) Siegern hatte.
In einem Sondierungsgespräch mit dem zukünftigen Ministerpräsidenten Marghiloman am 16. März 1918 verzichtete der k.u.k. Außenminister Ottokar Czernin auf die Forderung nach Turnu Severin sowie Târgu Ocna und setzte intern durch, schon vorab die Mindestforderungen der Habsburgermonarchie zu übergeben, um Marghiloman die Regierungsbildung zu erleichtern. Doch auch eine drastische Reduzierung der Forderungen war für Marghiloman nicht ausreichend. Czernin musste trotz der Unterstützung seines deutschen Amtskollegen Richard von Kühlmann noch einige Zugeständnisse machen, bevor am 25. März die Einigung erfolgte. Am 7. Mai 1918 unterzeichnete Marghiloman schließlich den Friedensvertrag von Bukarest, was ihm viel Kritik in nationalistischen Kreisen einbrachte.
Das rumänische Parlament schob den Zeitpunkt der Ratifizierung jedoch immer wieder hinaus, bis der Zusammenbruch der Mittelmächte alles hinfällig machte. Marghiloman wurde rasch durch den ententefreundlichen Constantin Coandă ersetzt. Nach dem Krieg kam seine Partei der Progressiven Konservativen über die Stärke einer Splitterpartei nie mehr hinaus.

## Schriften
- Stelian Neagoe (Hrsg.): Note politice, 1897-1924. Verlag Institutului de Arte Grafice Eminescu S.A., Bukarest 1927. Neuauflage: Verlag Machiavelli, Bukarest 1993–1995, ISBN 973-96070-0-4.
  - Band 1: România și războaiele balcanice (1912-1913), România și primul război mondial (1914-1919), Neutralitatea (1914-1916).
  - Band 2: România și primul război mondial (1914-1919), războiul (1916-1917).
  - Band 3: România și primul război mondial (1914-1919), războiul (1918-1919), România politică după întregire (1920-1924), Addenda (1897-1911).